# Isla de Curupu
Isla de Curupu es una isla brasileña de propiedad privada, situada en la bahía de San Marcos (Baía de São Marcos). Políticamente, está integrada en el municipio de Raposa, en el estado de Maranhão, cerca de la capital regional, São Luís.
La isla es conocida por ser el sitio donde se localizan dos mansiones de la familia de José Sarney, político brasileño, expresidente de la  república y presidente del senado federal. En la residencia más antigua, viven José Sarney y su esposa, Marly Sarney. En la segunda, construida a partir de 2006, viven Roseanna Sarney, actual gobernadora de Maranhão y su marido Jorge Murad Júnior.
La isla de Curupu es muy boscosa, y su territorio es atravesado por algunos ríos.